# Кольмар-Берг
Кольмар-Берг (люкс. Colmer-Bierg, фр. Colmar-Berg) — коммуна в Люксембурге, располагается в округе Люксембург, на слиянии рек Аттерт и Альзет. Коммуна Кольмар-Берг является частью кантона Мерш. В коммуне находится одноимённый населённый пункт, а в нём — замок Берг, резиденция великих герцогов.
Население составляет 1864 человек (на 2008 год), в коммуне располагаются 729 домашних хозяйств. Занимает площадь 12,31 км² (по занимаемой площади 97 место из 116 коммун). Наивысшая точка коммуны над уровнем моря составляет 372 м. (85 место из 116 коммун), наименьшая 201 м. (29 место из 116 коммун).

## Экономика
На заводе по производству шин Goodyear и его испытательном треке работают более 3000 человек — это одна из крупнейших компаний в Люксембурге. Город является частью Nordstad.

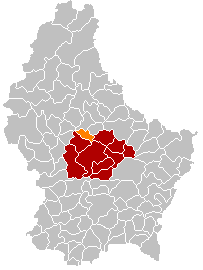
Оранжевый цвет — коммуна Кольмар-Берг, красный — кантон Мерш.